# Hồ Edward
Hồ Edward hay Edward Nyanza là hồ nhỏ nhất trong các Hồ Lớn châu Phi. Hồ nằm trên Đới tách giãn Albertine, nhánh phía tây của Đới tách giãn Đông Phi, trên biên giới giữa Cộng hòa Dân chủ Congo và Uganda, bờ phía bắc của hồ chỉ cách xích đạo vài kilômét. Hồ được nhà thám hiểm Henry Morton Stanley đặt tên để tỏ lòng kính trọng Hoàng tử Albert Edward, Hoàng tử xứ Wales, người về sau trở thành Vua Edward VII.
Stanley thấy hồ lần đầu tiên vào năm 1875, và nghĩ rằng nó là một phần của hồ Albert, và đã đặt tên cho nó là vịnh Beatrice. Trong chuyến viếng thăm lần thứ 2 từ 1888 đến 1889, ông nhận ra rằng đây là hai hồ riêng biệt và đặt cho nó cái tên như hiện nay. Năm 1973, Uganda và Zaire (CHDC Congo) renamed đã đổi tên hồ thành Idi Amin hay Idi Amin Dada theo tên nhà độc tài Uganda Idi Amin. Sau khi ông ta bị lật đổ vào năm 1979, tên hồ được đổi lại thành Edward.
Hồ Edward lies nằm trên độ cao 920 mét, hồ dài 77 km và rộng 40 km ở những điểm cực đại, và có tổng diện tích bề mặt là 2.325 km2 (898 dặm vuông Anh), và là hồ lớn thứ 15 tại lục địa. Hồ được cung cấp nước nhờ các sông Nyamugasani, Ishasha, Rutshuru, Ntungwe River và Rwindi. Hồ thoát nước ra phía bắc qua sông Semliki, sông này đổ nước vào hồ Albert. Hồ George ở phía đông bắc trút nước vào hồ Edward qua kênh Kazinga.
Phần dốc đứng của thung lũng Tách giãn Lớn nổi lên với chiều cao 2000 m trên mực nước biển nằm ở bờ phía tây của hồ. Bờ hồ phía đông và nam là vùng đồng bằng dung nham bằng phẳng. Dãy núi Ruwenzori nằm cách 20 km về phía bắc của hồ.